# 何维
何维（1955年12月—），黑龙江呼兰人，中华人民共和国政治人物，副国级领导人。现任第十四届全国人大常委会副委员长、中国红十字会会长，以及中国农工民主党中央主席，曾任第十三屆全国政协副主席。

## 生平
何维系黑龙江省呼兰人，早年曾在呼兰农业机械厂当工人。1978年，考入原佳木斯医学院医疗系学习；大学毕业后，被分配到黑龙江省结核病防治院内科，担任住院医师。1984年，考入黑龙江中医学院，攻读硕士研究生，主修中西医结合基础微生物学专业。1987年，获硕士学位后，留校任教；先后担任黑龙江中医学院微生物学教研室助教、讲师。1991年至1994年间，赴德国海德堡大学进修，获得理论医学系免疫学专业医学博士学位，并作半年博士后研究工作。1994年回国后，何维进入中国医学科学院基础医学研究所工作，任中国协和医科大学基础医学院免疫学系教授；后历任基础医学院免疫学系副主任、主任，基础医学院副院长、中国医学科学院基础医学研究所副所长。
2002年，何维升任中国医学科学院副院长、中国协和医科大学副校长，并当选农工民主党中央常委、兼北京市副主任委员，开启从政之路。2007年12月，升任农工民主党中央副主席；并在翌年3月举行的政协第十一届全国委员会第一次会议上，当选全国政协常务委员、任社会和法制委员会委员。在2008年至2013年间，何维先后担任国家卫生部科技教育司副司长、司长，国家“重大新药创制”科技重大专项实施管理办公室主任，“艾滋病和病毒性肝炎等重大传染病防治”科技重大专项领导小组办公室主任。
2012年12月，在中国农工民主党第十五次全国代表大会上，当选中央专职副主席兼秘书长。2013年3月，连任第十二届全国政协常务委员，并担任全国政协副秘书长。2017年任农工党十六届中央常务副主席。2018年1月，当选第十三届全国政协委员。
2018年3月14日，在全国政协十三届一次会议第四次全体会议上，当选全国政协副主席，晋升为党和国家领导人。
2022年12月8日，当选农工党十七届中央主席。2023年3月10日，在第十四届全国人大上，当选为全国人大常委会副委员长。
2024年10月10日，在中国红十字会第十二届理事会第一次会议上，何维当选为第九任中国红十字会会长。

## 学术研究
何维从事T细胞受体识别、肿瘤免疫和老化免疫研究。曾主持和参加28项课题，包括国家973计划，863计划，中日、中德和中美国际合作项目，国家、部委和北京市科委课题等。